# Бизоли, Пьерпаоло
Пьерпа́оло Бизо́ли (итал. Pierpaolo Bisoli; род. 20 ноября 1966, Порретта-Терме, Эмилия-Романья) — итальянский футбольный тренер.

## Карьера
Пьерпаоло Бизоли начал карьеру в любительском клубе из родного города Порретта. Оттуда в 1984 году он перешёл в «Пистойезе». Затем выступал за клубы «Алессандрия», «Ареццо» и «Виареджо». В 1991 году Бизоли стал игроком «Кальяри», где провёл 6 лет. Наиболее удачным стал для футболиста сезон 1993/94, когда он вместе с клубом играл в матчах Кубка УЕФА. В том году игрок был основным диспетчером сардинцев, снабжая передачами Оливейру и Муцци, сделав 15 голевых пасов. В 1997 году, когда клуб покинул серию A, а Пьерпаоло получил переломы большой и малой берцовых костей, он покинул команду и присоединился к «Эмполи». Затем полузащитник играл за «Брешиа» и «Пистойезе», а завершил карьеру в первой своей команде — «Порретте».
В том же любительском клубе Бизоли начал свою тренерскую карьеру, проработав в «Порретте» два года. Затем Пьерпаоло ушёл в «Фиорентину», став ассистентом Эмилиано Мондонико, а затем Дино Дзоффа. Затем Бизоли стал главным тренером клуба «Прато», где при нём дебютировал и стал игроком основы Алессандро Дьяманти. В 2007 году Бизоли стал главным тренером клуба «Фолиньо», с которым достиг стадии плей-офф на возможность выхода в Серию B, однако в том розыгрыше «путёвки» клуб проиграл.
6 июня 2008 года Бизоли стал главным тренером «Чезены» и в первом же сезоне вышел с клубом в Серию B. А на следующий год Пьерпаоло смог вывести команду уже в Серию A, чего клуб достиг впервые за 19 лет. Однако на праздновании выхода в высший итальянский дивизион Бизоли объявил, что уходит с поста главного тренера клуба: «Я объяснил президенту клуба, что мне было бы сложно найти мотивацию после двух незабываемых сезонов, проведённых в „Чезене“. Я просто не могу так же отдавать себя команде, как это было раньше». За выход клуб Пьерпаоло был выбран лучшим тренером второго итальянского дивизиона.
22 июня 2010 года Бизоли стал главным тренером клуба «Кальяри». Однако там специалист проработал недолго: уже после 12 тура чемпионата он был уволен за неудовлетворительные результаты команды — клуб к тому моменту занимал 19 место в серии A, набрав 11 очков, и находился в «зоне вылета».
26 мая 2011 года Бизоли был назначен главным тренером «Болоньи», сменив на этом посту Альберто Малезани; контракт с тренером был подписан на 2 года. 4 октября 2011 года был уволен с поста главного тренера «Болоньи» за неудовлетворительные результаты клуба (последнее место после 6-го тура сезона 2011/12).
5 июня 2015 года назначен главным тренером «Перуджи». Контракт подписан на 2 года с возможностью продления ещё на 1 год. Сменил на этом посту Андреа Камплоне.
5 марта 2020 года назначен главным тренером клуба Серии B «Кремонезе». 7 января 2021 года, через 3 дня после домашнего матча 17-го тура Серии B 2020/21 против «Кьево», проигранного 0:2, уволен со своего поста.